# طواف فينيستير 2021
طواف فينيستير 2021 (بالفرنسية: Tour du Finistère 2021)‏ هو سباق دراجات هوائية من فئة سباق يوم واحد، وهو الموسم رقم 35 من طواف فينيستير، وأقيم في 22 مايو 2021، وامتدّ لمسافة 196.77 كيلومتر، وهو أحد سباقات طواف أوروبا للدراجات 2021، وشارك فيه 89 متسابقاً ووصل إلى نهايته 76 متسابقاً.
فاز بالمركز الأول بينوا كوسنيفروي، وبالمركز الثاني شون دي بي، وبالمركز الثالث راسموس تيلر.

## الفرق
| فرق عالمية (4)- AG2R Citroën Team - Cofidis - Groupama-FDJ - Intermarché-Wanty-Gobert Matériaux فرق برو (7)- Arkéa-Samsic - 2021 بي آند بي هوتيلز ‏ - بنجوال دبليو بي 2021 ‏ - ديلكو 2021 ‏ - Rally Cycling - Total Direct Énergie - أونو اكس برو سايكلنج تيم 2021 ‏ فرق قارية (3)- إس تي ميشيل-أوبير 93 2021 ‏ - تارتيلتو-ايزوريكس 2021 ‏ - Van Rysel–Roubaix ‏ |  |
| |  |

## المشاركون
| Total Direct Énergie TDE | Total Direct Énergie TDE | Total Direct Énergie TDE |
| ------------------------ | ------------------------ | ------------------------ |
| م                        | عداء                     | مرتبة                    |
| 1                        | جوليان سيمون             | 6                        |
| 2                        | Mathieu Burgaudeau ‏      | 18                       |
| 3                        | Valentin Ferron ‏         | 14                       |
| 4                        | Fabien Grellier ‏         | 25                       |
| 5                        | كريستوفر لوليس           | 76                       |
| 7                        | الكسيس فويليرموز         | 4                        |

| Intermarché-Wanty-Gobert Matériaux IWG | Intermarché-Wanty-Gobert Matériaux IWG | Intermarché-Wanty-Gobert Matériaux IWG |
| -------------------------------------- | -------------------------------------- | -------------------------------------- |
| م                                      | عداء                                   | مرتبة                                  |
| 11                                     | جاسبر دي بلس ‏                          | 47                                     |
| 12                                     | Théo Delacroix ‏                        | 65                                     |
| 15                                     | بابتيست بلانكايرت                      | 5                                      |
| 16                                     | لورينزو روتا                           | 15                                     |
| 17                                     | Kévin Van Melsen ‏                      | 38                                     |

| AG2R Citroën Team ACT | AG2R Citroën Team ACT | AG2R Citroën Team ACT |
| --------------------- | --------------------- | --------------------- |
| م                     | عداء                  | مرتبة                 |
| 21                    | بينوا كوسنيفروي       | 1                     |
| 22                    | Stan Dewulf ‏          | 55                    |
| 23                    | جوليان دوفال          | لم يكمل السباق        |
| 24                    | Dorian Godon ‏         | 19                    |
| 25                    | Anthony Jullien ‏      | 70                    |
| 26                    | دامين توزي            | 10                    |
| 27                    | كليمان فنتوريني       | 56                    |

| Groupama-FDJ GFC | Groupama-FDJ GFC | Groupama-FDJ GFC |
| ---------------- | ---------------- | ---------------- |
| م                | عداء             | مرتبة            |
| 31               | وليام بونيه      | لم يكمل السباق   |
| 32               | Alexys Brunel ‏   | لم يكمل السباق   |
| 33               | Clément Davy ‏    | 71               |
| 34               | Fabian Lienhard ‏ | 12               |
| 35               | أوليفييه لو جاك  | 35               |
| 36               | فالنتين مادواس   | 42               |
| 37               | جيك ستيوارت      | 72               |

| Rally Cycling RLY | Rally Cycling RLY  | Rally Cycling RLY |
| ----------------- | ------------------ | ----------------- |
| م                 | عداء               | مرتبة             |
| 41                | كولن جويس          | لم يبدأ           |
| 42                | Nickolas Zukowsky ‏ | 67                |
| 43                | Pier-André Côté ‏   | 22                |
| 44                | Matteo Dal-Cin ‏    | 49                |
| 45                | Arvid de Kleijn ‏   | لم يكمل السباق    |
| 46                | آدم دي فوس         | 66                |

| Arkéa-Samsic ARK | Arkéa-Samsic ARK | Arkéa-Samsic ARK |
| ---------------- | ---------------- | ---------------- |
| م                | عداء             | مرتبة            |
| 51               | Markus Pajur ‏    | 61               |
| 52               | Donavan Grondin ‏ | لم يكمل السباق   |
| 53               | رومان هاردي      | 7                |
| 54               | Kévin Ledanois ‏  | 45               |
| 55               | كليمنت روسو      | 44               |
| 56               | ألان ريو ‏        | 54               |
| 57               | لوران بيشون      | 29               |

| Cofidis COF | Cofidis COF        | Cofidis COF |
| ----------- | ------------------ | ----------- |
| م           | عداء               | مرتبة       |
| 61          | بيت اليجارت        | 21          |
| 62          | Kenneth Vanbilsen ‏ | لم يبدأ     |
| 64          | Eddy Finé ‏         | 31          |
| 65          | ناثان هاس          | 59          |
| 66          | ايمانويل مورين     | 17          |
| 67          | Jelle Wallays ‏     | 50          |

| فيتال كونسبت ‏ BBK | فيتال كونسبت ‏ BBK | فيتال كونسبت ‏ BBK |
| ----------------- | ----------------- | ----------------- |
| م                 | عداء              | مرتبة             |
| 71                | فريدريك باكارت    | 46                |
| 72                | Cyril Barthe ‏     | 9                 |
| 73                | Franck Bonnamour ‏ | 23                |
| 74                | بريان كوكار       | 13                |
| 75                | Thibault Ferasse ‏ | 30                |
| 76                | جوناثان إيفيرت    | 8                 |
| 77                | إليوت ليتير       | 36                |

| بنجوال باوليز ساوكس دبليو بي ‏ BWB | بنجوال باوليز ساوكس دبليو بي ‏ BWB | بنجوال باوليز ساوكس دبليو بي ‏ BWB |
| --------------------------------- | --------------------------------- | --------------------------------- |
| م                                 | عداء                              | مرتبة                             |
| 81                                | شون دي بي                         | 2                                 |
| 82                                | Arjen Livyns ‏                     | 63                                |
| 83                                | Mathijs Paasschens ‏               | 39                                |
| 84                                | Tom Paquot ‏                       | 37                                |
| 85                                | Johan Meens ‏                      | 40                                |

| Total Direct Énergie TDE | Total Direct Énergie TDE | Total Direct Énergie TDE |
| ------------------------ | ------------------------ | ------------------------ |
| م                        | عداء                     | مرتبة                    |
| 1                        | جوليان سيمون             | 6                        |
| 2                        | Mathieu Burgaudeau ‏      | 18                       |
| 3                        | Valentin Ferron ‏         | 14                       |
| 4                        | Fabien Grellier ‏         | 25                       |
| 5                        | كريستوفر لوليس           | 76                       |
| 7                        | الكسيس فويليرموز         | 4                        |

| Intermarché-Wanty-Gobert Matériaux IWG | Intermarché-Wanty-Gobert Matériaux IWG | Intermarché-Wanty-Gobert Matériaux IWG |
| -------------------------------------- | -------------------------------------- | -------------------------------------- |
| م                                      | عداء                                   | مرتبة                                  |
| 11                                     | جاسبر دي بلس ‏                          | 47                                     |
| 12                                     | Théo Delacroix ‏                        | 65                                     |
| 15                                     | بابتيست بلانكايرت                      | 5                                      |
| 16                                     | لورينزو روتا                           | 15                                     |
| 17                                     | Kévin Van Melsen ‏                      | 38                                     |

| AG2R Citroën Team ACT | AG2R Citroën Team ACT | AG2R Citroën Team ACT |
| --------------------- | --------------------- | --------------------- |
| م                     | عداء                  | مرتبة                 |
| 21                    | بينوا كوسنيفروي       | 1                     |
| 22                    | Stan Dewulf ‏          | 55                    |
| 23                    | جوليان دوفال          | لم يكمل السباق        |
| 24                    | Dorian Godon ‏         | 19                    |
| 25                    | Anthony Jullien ‏      | 70                    |
| 26                    | دامين توزي            | 10                    |
| 27                    | كليمان فنتوريني       | 56                    |

| Groupama-FDJ GFC | Groupama-FDJ GFC | Groupama-FDJ GFC |
| ---------------- | ---------------- | ---------------- |
| م                | عداء             | مرتبة            |
| 31               | وليام بونيه      | لم يكمل السباق   |
| 32               | Alexys Brunel ‏   | لم يكمل السباق   |
| 33               | Clément Davy ‏    | 71               |
| 34               | Fabian Lienhard ‏ | 12               |
| 35               | أوليفييه لو جاك  | 35               |
| 36               | فالنتين مادواس   | 42               |
| 37               | جيك ستيوارت      | 72               |

| Rally Cycling RLY | Rally Cycling RLY  | Rally Cycling RLY |
| ----------------- | ------------------ | ----------------- |
| م                 | عداء               | مرتبة             |
| 41                | كولن جويس          | لم يبدأ           |
| 42                | Nickolas Zukowsky ‏ | 67                |
| 43                | Pier-André Côté ‏   | 22                |
| 44                | Matteo Dal-Cin ‏    | 49                |
| 45                | Arvid de Kleijn ‏   | لم يكمل السباق    |
| 46                | آدم دي فوس         | 66                |

| Arkéa-Samsic ARK | Arkéa-Samsic ARK | Arkéa-Samsic ARK |
| ---------------- | ---------------- | ---------------- |
| م                | عداء             | مرتبة            |
| 51               | Markus Pajur ‏    | 61               |
| 52               | Donavan Grondin ‏ | لم يكمل السباق   |
| 53               | رومان هاردي      | 7                |
| 54               | Kévin Ledanois ‏  | 45               |
| 55               | كليمنت روسو      | 44               |
| 56               | ألان ريو ‏        | 54               |
| 57               | لوران بيشون      | 29               |

| Cofidis COF | Cofidis COF        | Cofidis COF |
| ----------- | ------------------ | ----------- |
| م           | عداء               | مرتبة       |
| 61          | بيت اليجارت        | 21          |
| 62          | Kenneth Vanbilsen ‏ | لم يبدأ     |
| 64          | Eddy Finé ‏         | 31          |
| 65          | ناثان هاس          | 59          |
| 66          | ايمانويل مورين     | 17          |
| 67          | Jelle Wallays ‏     | 50          |

| فيتال كونسبت ‏ BBK | فيتال كونسبت ‏ BBK | فيتال كونسبت ‏ BBK |
| ----------------- | ----------------- | ----------------- |
| م                 | عداء              | مرتبة             |
| 71                | فريدريك باكارت    | 46                |
| 72                | Cyril Barthe ‏     | 9                 |
| 73                | Franck Bonnamour ‏ | 23                |
| 74                | بريان كوكار       | 13                |
| 75                | Thibault Ferasse ‏ | 30                |
| 76                | جوناثان إيفيرت    | 8                 |
| 77                | إليوت ليتير       | 36                |

| بنجوال باوليز ساوكس دبليو بي ‏ BWB | بنجوال باوليز ساوكس دبليو بي ‏ BWB | بنجوال باوليز ساوكس دبليو بي ‏ BWB |
| --------------------------------- | --------------------------------- | --------------------------------- |
| م                                 | عداء                              | مرتبة                             |
| 81                                | شون دي بي                         | 2                                 |
| 82                                | Arjen Livyns ‏                     | 63                                |
| 83                                | Mathijs Paasschens ‏               | 39                                |
| 84                                | Tom Paquot ‏                       | 37                                |
| 85                                | Johan Meens ‏                      | 40                                |

## التصنيف العام النهائي
| التصنيف العام         | التصنيف العام     | التصنيف العام | التصنيف العام                      | التصنيف العام |
| العداء                | العداء            | البلد         | الفريق                             | الوقت         |
| --------------------- | ----------------- | ------------- | ---------------------------------- | ------------- |
| 1                     | بينوا كوسنيفروي   | فرنسا         | AG2R Citroën Team                  | 4 س 58 د 43 ث |
| 2                     | شون دي بي         | بلجيكا        | Bingoal Pauwels Sauces WB          | + 0 ث         |
| 3                     | راسموس تيلر       | النرويج       | Uno-X Pro Cycling Team             | + 0 ث         |
| 4                     | الكسيس فويليرموز  | فرنسا         | Total Direct Énergie               | + 0 ث         |
| 5                     | بابتيست بلانكايرت | بلجيكا        | Intermarché-Wanty-Gobert Matériaux | + 0 ث         |
| 6                     | جوليان سيمون      | فرنسا         | Total Direct Énergie               | + 0 ث         |
| 7                     | رومان هاردي       | فرنسا         | اركيا سامسيك                       | + 0 ث         |
| 8                     | جوناثان إيفيرت    | فرنسا         | B&B Hotels p/b KTM                 | + 0 ث         |
| 9                     | Cyril Barthe ‏     | فرنسا         | B&B Hotels p/b KTM                 | + 0 ث         |
| 10                    | دامين توزي        | فرنسا         | AG2R Citroën Team                  | + 0 ث         |
| مصدر: ProCyclingStats |                   |               |                                    |               |

## وصلات خارجية
- الموقع الرسمي
- لمحة عن سباق طواف فينيستير 2021 على موقع  ProCyclingStats   (برو  سايكلنج  ستاتس) - إحصاءات  محترفي  الدراجات.
- طواف فينيستير 2021 على موقع إحصائيات الدراجات الإحترافية (الإنجليزية)